# L’Offrande lyrique
L’Offrande lyrique, en bengali : গীতাঞ্জলি - Gitanjali, traduit en anglais, par son auteur, sous le titre Song Offerings est un recueil de 103 poèmes de Rabindranath Tagore, publié en 1910 et traduit dans sa version française, par André Gide, en 1912,, dans la Collection Blanche (Gallimard) (NRF). Tagore reçoit le prix Nobel de littérature en 1913, en grande partie pour la traduction anglaise, Song Offerings. Il fait partie de la collection Unesco d'œuvres représentatives. Son thème central est la dévotion, et sa devise est « Je suis ici pour te chanter des chansons ». 

## Éditions
- L’Offrande lyrique (Song Offerings, 1912), NRF, 1914. Traduction de l'anglais par André Gide.
- L'Offrande lyrique, La Corbeille de fruits, Gallimard, 1971.  (ISBN 2070317889 et 978-2070317882)